# اوالد سیک
اوالد سیک (استونیایی: Evald Sikk; ۱۰ فوریهٔ ۱۹۱۰ – ۸ اوت ۱۹۴۵) کشتی‌گیر اهل استونی بود. وی در مسابقات ۷۹ کیلوگرم کشتی فرنگی بازی‌های المپیک تابستانی ۱۹۳۶ اشاره کرد.